# Saint-Michel-Mont-Mercure

Saint-Michel-Mont-Mercure este o comună în departamentul Vendée, Franța. În 2009 avea o populație de 1,981 de locuitori.